# 科西夫采韋
47°48′33″N 36°8′45″E / 47.80917°N 36.14583°E
科西夫采韋（烏克蘭語：Косівцеве）是位於烏克蘭東南部的村莊，由扎波羅熱州扎波羅熱区的泰爾努瓦泰市鎮負責管轄。該村始建於1898年，面積6.2平方公里，海拔高度137米，2001年人口170，人口密度每平方公里27.4人。